# Rio Brătcuţa
O Rio Brătcuţa é um rio da Romênia afluente do Rio Crişul Repede, localizado no distrito de Bihor.